# كوتور
كوتور (سيريلية الجبل الأسود: Котор) وبالإيطالية كاتارو (بالإيطالية: Cattaro)‏ هي مدينة ساحلية في الجبل الأسود. وهي تقع في جزء منعزل من خليج كوتور. ويبلغ عدد سكان المدينة 13,510 نسمة وهي المركز الإداري لبلدية كوتور.
تحيط التحصينات بميناء كوتور المتوسطي القديم والتي بنيت خلال عهد جمهورية البندقية. خليج كوتور (Boka Kotorska) هو أحد المداخل الرئيسية في البحر الأدرياتيكي. ويطلق عليه البعض في أقصى خلل في جنوب أوروبا، ولكنه يصنف جغرافيا بأنه واد مغمور من جرف نهري. تطل على كوتور المنحدرات الجيرية لجبال أوريين ولوفتشين، وتحيط بها المناظر الطبيعية المتوسطية.
شهدت مدينة كوتور زيادة في عدد السياح في السنوات الأخيرة، ويأتي أغلبهم في السفن السياحية. حيث ينجذب الزوار لطبيعة الخليج وآثار المدينة القديمة. كوتور هي جزء من مواقع التراث العالمي يطلق عليها اسم منطقة كوتور الثقافية والتاريخية. أدرجت المدينة المحصنة أيضا في مواقع التراث العالمي كجزء من قائمة دفاعات البندقية أعمال بين القرنين الخامس عشر والسابع عشر في عام 2017.

## المناخ
كوتور لديها مناخ شبه استوائي رطب (Cfa).
| البيانات المناخية لـ{{{location}}} | البيانات المناخية لـ{{{location}}} | البيانات المناخية لـ{{{location}}} | البيانات المناخية لـ{{{location}}} | البيانات المناخية لـ{{{location}}} | البيانات المناخية لـ{{{location}}} | البيانات المناخية لـ{{{location}}} | البيانات المناخية لـ{{{location}}} | البيانات المناخية لـ{{{location}}} | البيانات المناخية لـ{{{location}}} | البيانات المناخية لـ{{{location}}} | البيانات المناخية لـ{{{location}}} | البيانات المناخية لـ{{{location}}} | البيانات المناخية لـ{{{location}}} |
| الشهر                              | يناير                              | فبراير                             | مارس                               | أبريل                              | مايو                               | يونيو                              | يوليو                              | أغسطس                              | سبتمبر                             | أكتوبر                             | نوفمبر                             | ديسمبر                             | المعدل السنوي                      |
| ---------------------------------- | ---------------------------------- | ---------------------------------- | ---------------------------------- | ---------------------------------- | ---------------------------------- | ---------------------------------- | ---------------------------------- | ---------------------------------- | ---------------------------------- | ---------------------------------- | ---------------------------------- | ---------------------------------- | ---------------------------------- |
| متوسط درجة الحرارة الكبرى °م (°ف)  | 9 (48)                             | 10 (50)                            | 13 (55)                            | 16 (61)                            | 21 (70)                            | 24 (75)                            | 28 (82)                            | 28 (82)                            | 24 (75)                            | 19 (66)                            | 14 (57)                            | 10 (50)                            | 18 (64)                            |
| متوسط درجة الحرارة الصغرى °م (°ف)  | 2 (36)                             | 2 (36)                             | 4 (39)                             | 7 (45)                             | 10 (50)                            | 14 (57)                            | 17 (63)                            | 16 (61)                            | 14 (57)                            | 10 (50)                            | 6 (43)                             | 2 (36)                             | 9 (48)                             |
| الهطول مم (إنش)                    | 151 (5.9)                          | 135 (5.3)                          | 121 (4.8)                          | 115 (4.5)                          | 86 (3.4)                           | 66 (2.6)                           | 42 (1.7)                           | 59 (2.3)                           | 104 (4.1)                          | 151 (5.9)                          | 194 (7.6)                          | 174 (6.9)                          | 1٬398 (55)                         |
| متوسط أيام هطول الأمطار            | 13                                 | 13                                 | 13                                 | 13                                 | 11                                 | 10                                 | 7                                  | 7                                  | 8                                  | 11                                 | 14                                 | 13                                 | 133                                |
| المصدر: weather2travel.com         |                                    |                                    |                                    |                                    |                                    |                                    |                                    |                                    |                                    |                                    |                                    |                                    |                                    |

## معرض صور

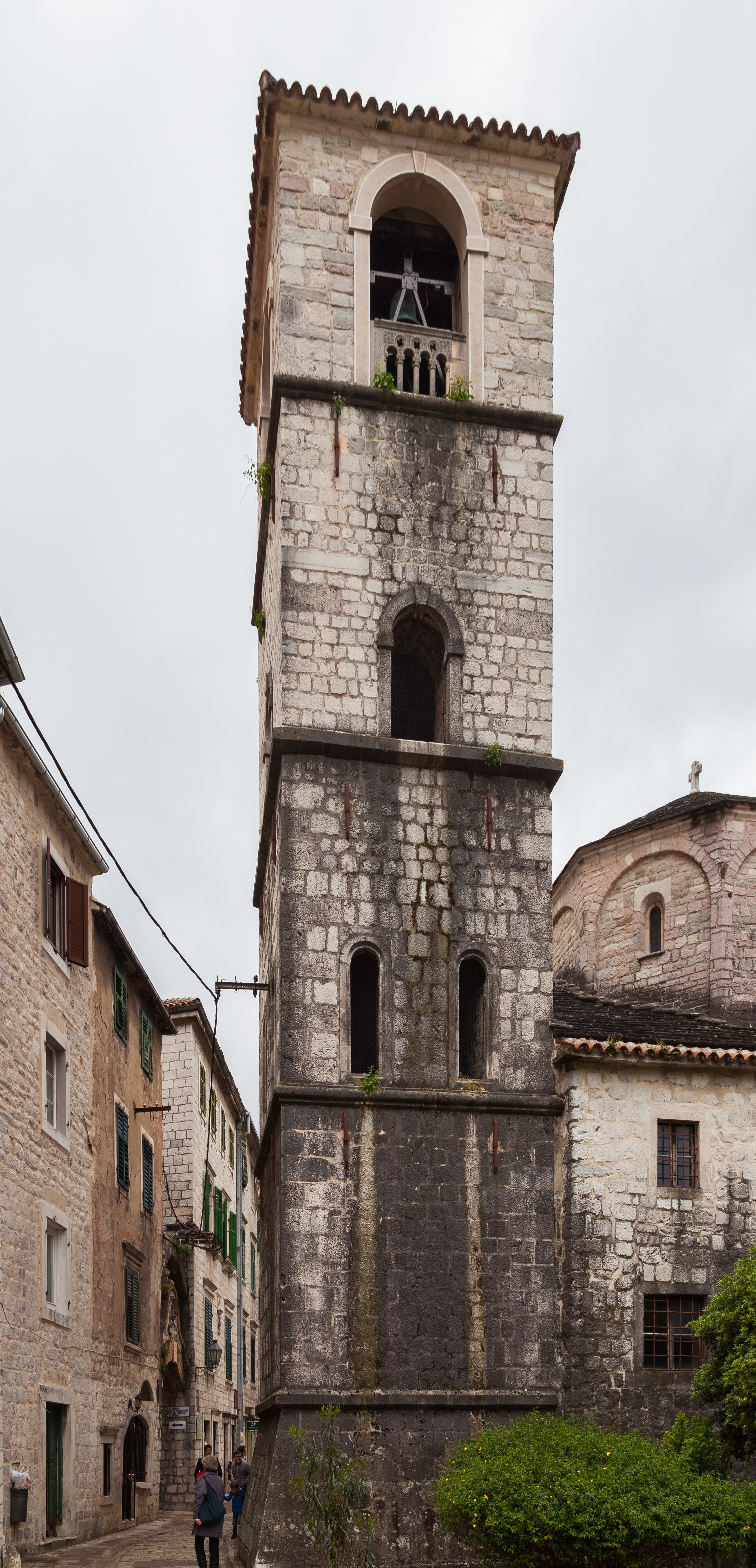
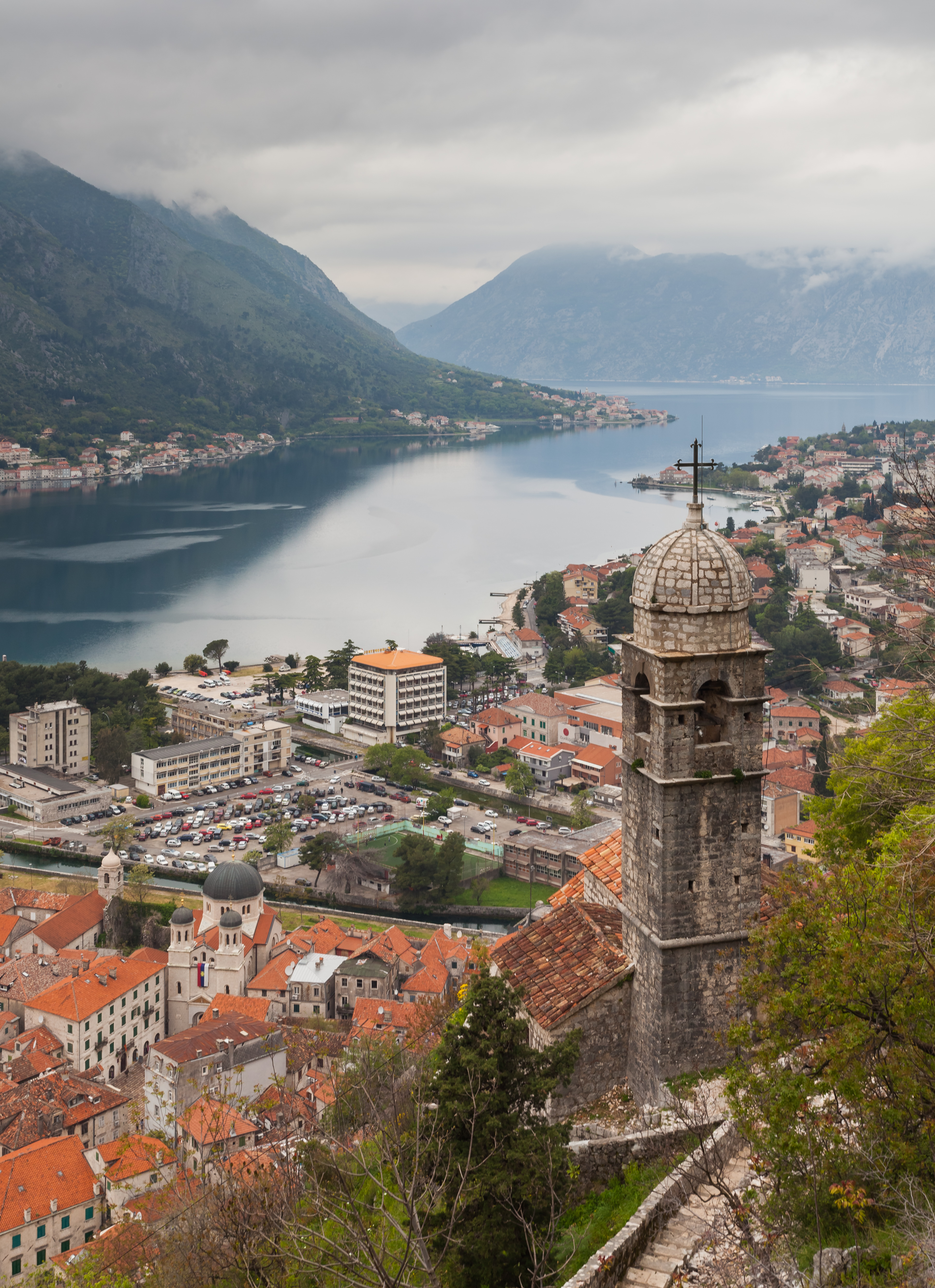
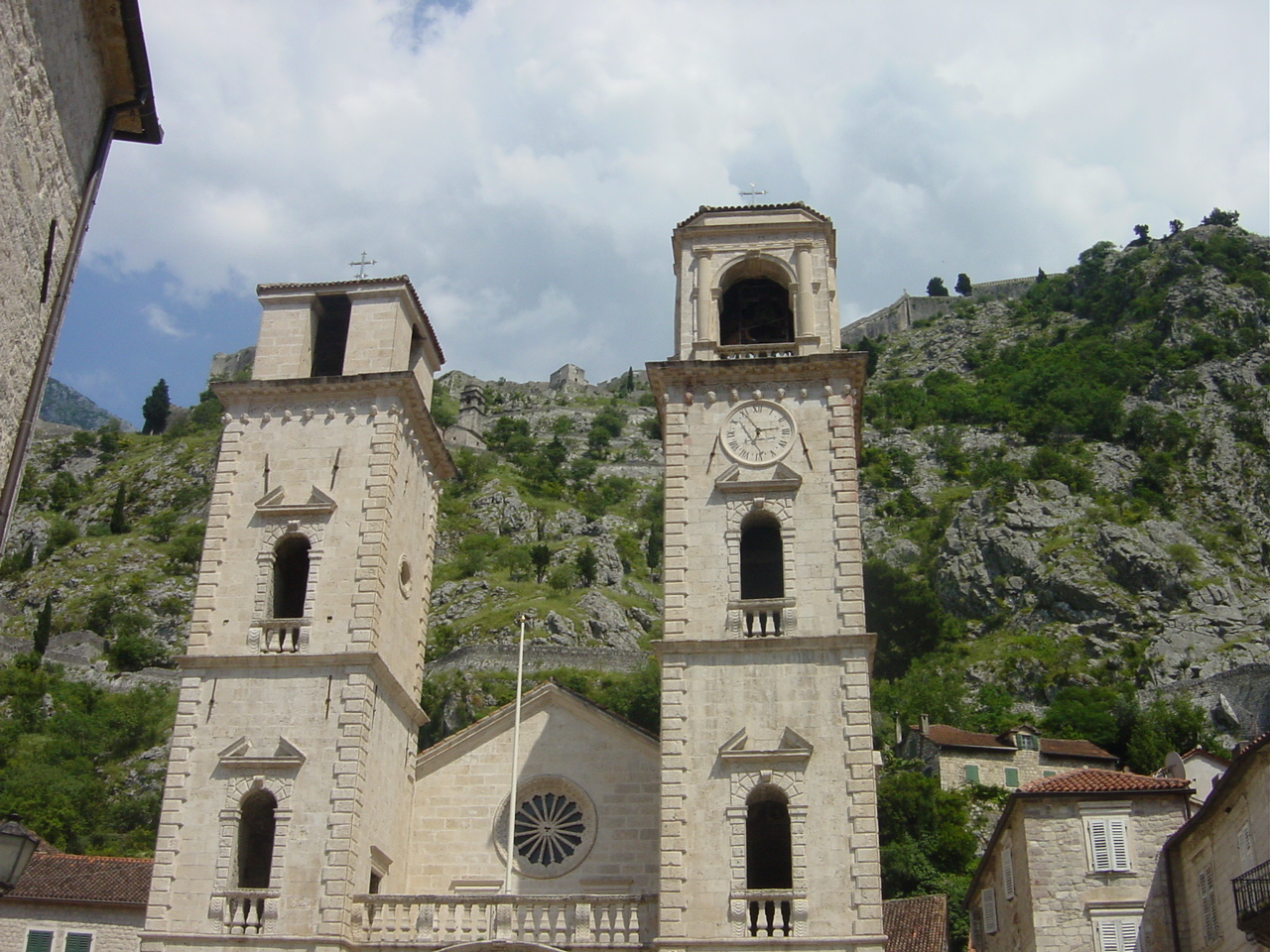
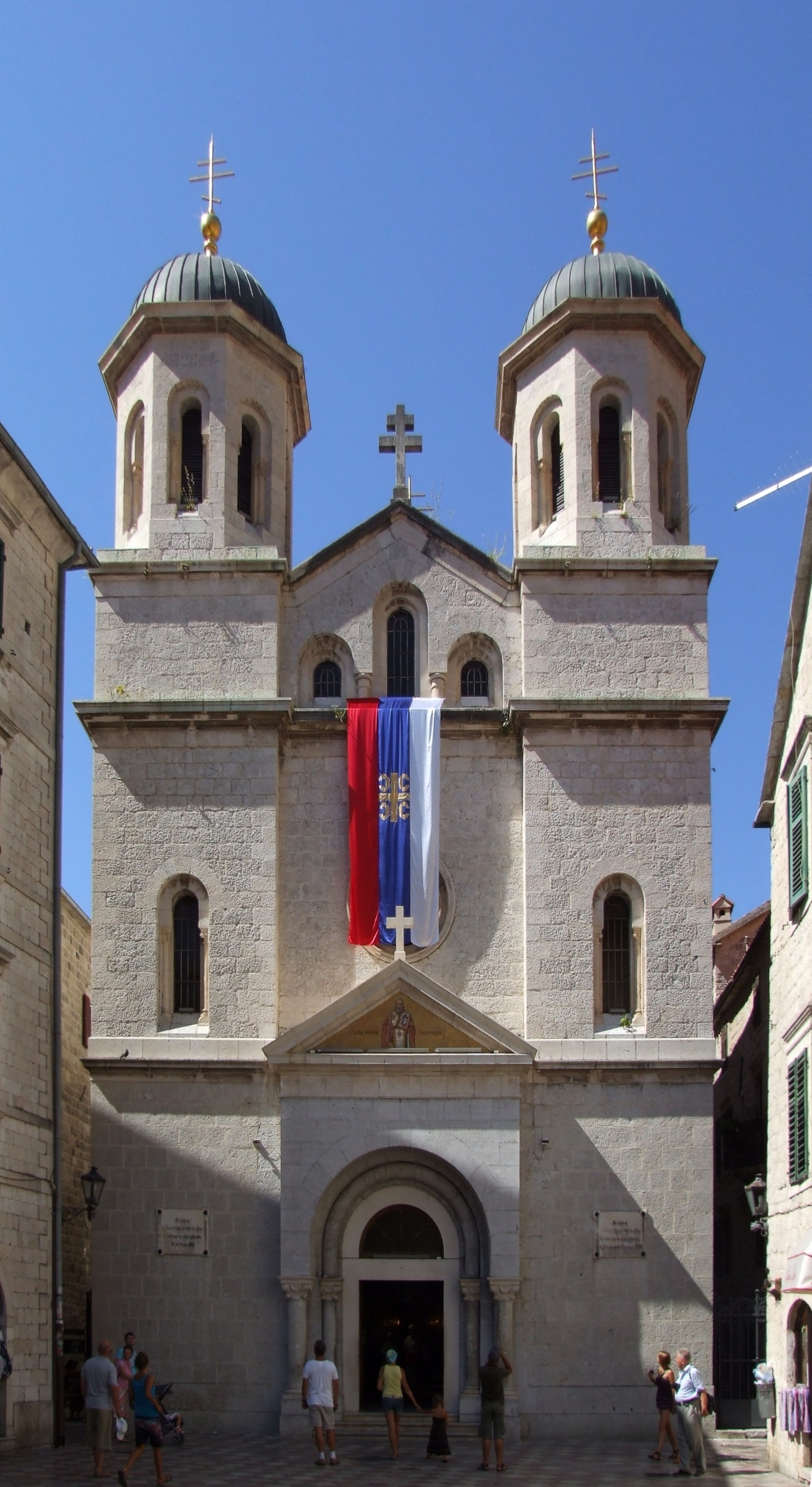
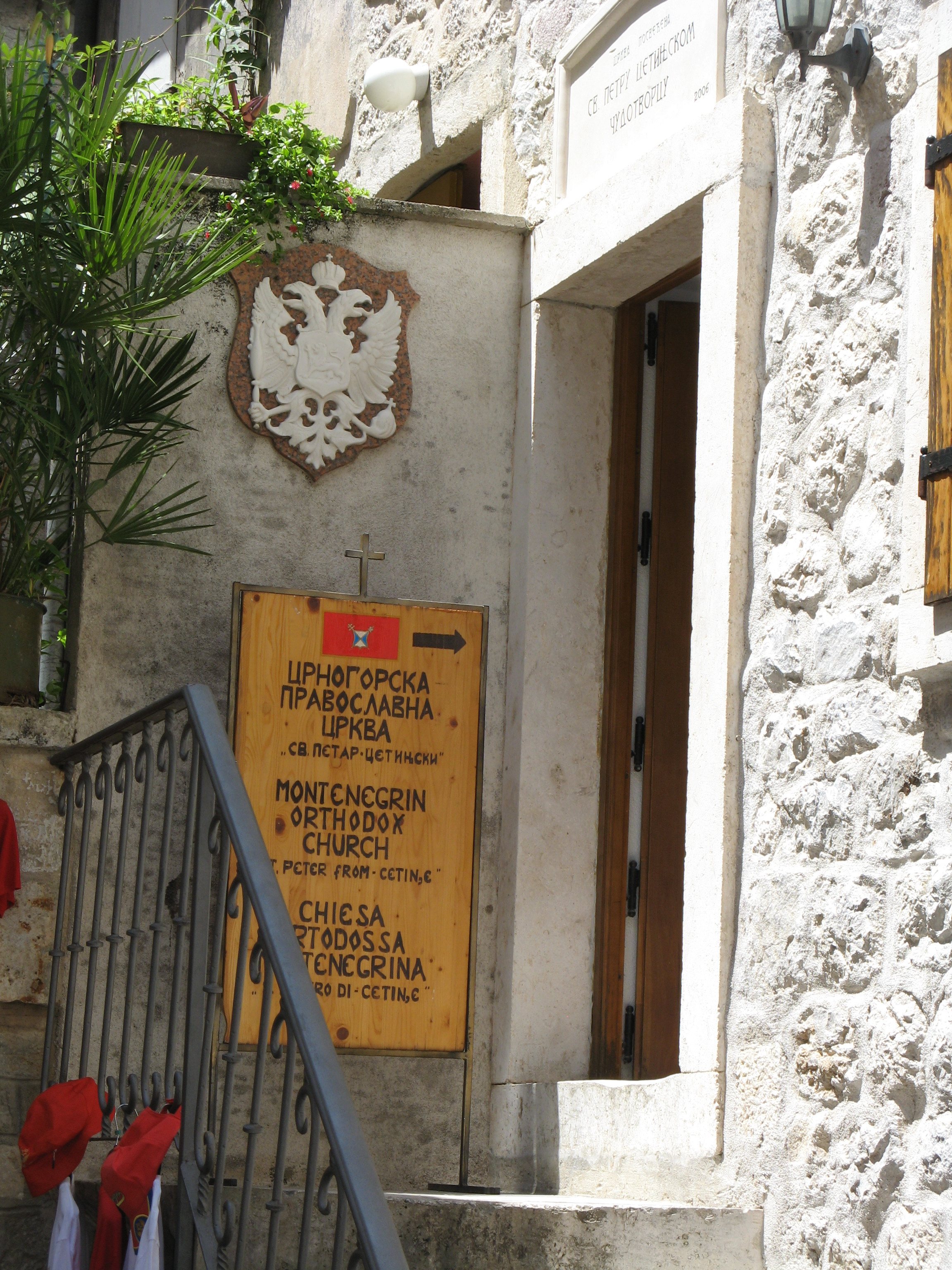

## توأمة
لكوتور اتفاقيات توأمة مع كل من:
- كيهل
- ستاري غراد، بلغراد [الإنجليزية]‏
- نيسيبار
- سانتا باربارا
- كومبومارينو
- سيجد (2001 -)[11]
- برشيروف [12]

## أعلام
- دانيلو الأول أمير الجبل الأسود
- توميسلاف كرنكوفيتش
- ستيفان تشافور
- نيناد ماسربا
- ملاديان يانوفيتش

## وصلات خارجية
- الموقع الرسمي
- زيارة-الجبل الأسود: كوتور-التاريخ
- اليونسكو: منطقة كوتور الثقافية والتاريخية
- كوتور: دليل المدينة
- بوكا كوتورسكا معرض الصور
- عرض كوتور السياحية
- مؤسسة الثقافة والتقاليد من بوكا كوتورسكا «المشروع راستكو-بوكا» في صربيا
- البلدة القديمة خريطة (1944بك × 2592بك 851.58 كب JPG)